# Philip Bliss
Phillip Paul Bliss (Clearfield County (Pennsylvania), 9 juli 1838 – Ashtabula (Ohio), 29 december 1876) was een Amerikaanse componist en gospelmuzikant.

## Levensloop
Bliss groeide op in een religieus gezin en werd door zijn moeder onderwezen vanuit de Bijbel. Op 11-jarige leeftijd verliet hij het huis en werkte onder andere als houthakker. In de tussentijd schoolde hij zichzelf bij, zodat hij op 17-jarige leeftijd een aanstelling kreeg als schoolleraar in Hartsville in de staat New York.
In diezelfde periode zette Bliss zijn eerste schreden richting een carrière in de muziek. Hij viel op door zijn goede zangstem en begon zangles te volgen. Wat ook hielp was zijn huwelijk met Lucy Young in juni 1859. Zij kwam uit een zeer muzikale familie en moedigde haar echtgenoot aan om zich verder te ontwikkelen op het muzikale vlak. Na de bruiloft voegde Bliss zich bij de presbyteriaanse kerk, waar zijn schoonfamilie reeds lid van was. Bliss verhuisde in 1864 naar Chicago, waar hij aan de slag ging als leraar en zanger. Hij werd opgeroepen voor het Unieleger. Omdat de Amerikaanse Burgeroorlog ten einde liep was hij slechts korte tijd onder de wapenen.
Van 1865 tot 1873 werkte hij voor Root and Cady Musical Publishers. In diezelfde periode schreef hij verschillende gospelliederen. Van de liederen die hij gedurende zijn leven schreef zijn de bekendste: Almost Persuaded (in het Nederlands bekend onder de titel Bijna bewogen), Hallelujah, What a Saviour!; Let the Lower Lights Be Burning en Wonderful Words of Life. Ook schreef hij de wijs van het bekende lied It is well with my soul (Nederlandse titel: t Zij vreugde mijn deel is), dat als eerste door Horatio Spafford ten gehore werd gebracht.
Vanaf 1869 vormde Bliss samen met de bekende evangelist Dwight L. Moody een eigen organisatie. Bliss vond dat hij geroepen was "om zielen te winnen" en ging daarom vanaf 1874 fulltime aan de slag als evangelist. Heel veel tijd was hem echter niet gegund. Op 29 december 1876 was de zanger samen met zijn vrouw aan boord van een trein die in bij Ashtabula in een ravijn belandde, nadat de brug waar de trein overheen reed het gewicht niet kon dragen. Bij het ongeluk verloren 92 passagiers, waaronder het echtpaar-Bliss, het leven. Het was de grootste treinramp in de Amerikaanse geschiedenis tot dan toe. Van beide echtelieden werden geen stoffelijke resten gevonden, waarschijnlijk omdat de trein in brand vloog.
Bliss en zijn vrouw lieten twee kinderen na, een zoontje van vier en een zoontje van een. In de papieren van Bliss werd de tekst voor een lied gevonden, waarvoor James McGranahan later een melodie schreef. Dit lied I will sing of my redeemer (Nederlandse titel: Ik wil zingen van mijn Heiland) was een van de eerste liederen die door Thomas Alva Edison werd opgenomen. Het lied Pull for the shore speelde een bijrol tijdens de ramp van de RMS Titanic. Verschillende passagiers meldde dat dit lied door een deel van de overlevende werd gezongen terwijl zij in reddingsboten weg roeiden, terwijl de Titanic ten onder ging.
In Nederland zijn de liederen van Bliss vooral bekend omdat een aantal hiervan is vertaald en in de zangbundel van de Nederlandse evangelist Johannes de Heer opgenomen.
- Bibsys: 2086984
- Biblioteca Nacional de España: XX1434807
- CiNii: DA13939076
- Gemeinsame Normdatei: 114715127X
- International Standard Name Identifier: 0000 0000 8452 1989
- Library of Congress Control Number: nr92011122
- MusicBrainz: ec3987b6-4283-4240-b9a9-3ba630dc6421
- Nederlandse Thesaurus van Auteursnamen: 353044148
- Istituto Centrale per il Catalogo Unico: CUBV133603
- SNAC: w6157r2h
- Système universitaire de documentation: 223331058
- Virtual International Authority File: 49089788
- WorldCat: E39PBJfx8bPCbyRTdvxX9qJVYP